# 哈尔罗杰历险记
《哈尔罗杰历险记》是Willard Price创作的儿童冒险小说系列。小说以哈尔·亨特和罗杰·亨特为主角，主要内容是他们到达世界各地捕捉各种奇异而危险的动物。
本系列共有14本书：
1. 亚马逊探险
2. 南海奇遇
3. 海底寻宝
4. 勇探火山口
5. 恶战杀人鲸
6. 非洲历险
7. 巧捕白象
8. 猎场剿匪
9. 追踪食人狮
10. 智擒大猩猩
11. 神秘海底城
12. 闯入食人国
13. 智斗猛兽
14. 北极探险